# Bogiše
Bogiše (Servisch cyrillisch Богише) is een plaats in de Servische gemeente Brus. De plaats telt 331 inwoners (2002).